# Ga Hòa Đa
Ga Hòa Đa là một nhà ga xe lửa tại xã An Mỹ, huyện Tuy An, tỉnh Phú Yên. Nhà ga là một điểm trên tuyến đường sắt Bắc Nam tiếp nối sau ga Chí Thạnh và trước ga Tuy Hòa. Lý trình ga: Km 1183 + 900.